# NXT TakeOver: Toronto 2016
NXT TakeOver: Toronto (2016) was een professioneel worstelshow en WWE Network evenement dat georganiseerd werd door WWE voor hun NXT brand. Het was de 12e editie van NXT TakeOver en vond plaats op 19 november 2016 in het Air Canada Centre in Toronto, Ontario, Canada. Dit is het tweede evenement dat gehouden werd buiten de Verenigde Staten en de eerste in de NXT TakeOver: Toronto chronologie.

## Matches
| Nr. | Match                                                                                          | Winnaar(s)                      | Opmerkingen                                                                                           | Bron  |
| --- | ---------------------------------------------------------------------------------------------- | ------------------------------- | --- | ----- |
| 1N  | Kona Reeves vs. Rich Swann                                                                     | N.V.T.                          | Eén-op-één match. Match eindigde in no contest. Opgenomen voor een toekomende aflevering van NXT.     | [ 2 ] |
| 2N  | Aliyah, Ember Moon & Liv Morgan vs. Sonya Deville, Billie Kay & Peyton Royce                   | Aliyah, Ember Moon & Liv Morgan | 6-woman tag team match Opgenomen voor een toekomende aflevering van NXT.                              | [ 2 ] |
| 3   | Bobby Roode vs. Tye Dillinger                                                                  | Bobby Roode                     | Eén-op-één match.                                                                                     | [ 3 ] |
| 4   | The Authors of Pain (Akam & Rezar) (met Paul Ellering) vs. TM-61 (Nick Miller & Shane Thorne)  | The Authors of Pain             | Dusty Rhodes Tag Team Classic tournament finale met Paul Ellering boven de ring gehangen in een kooi. | [ 3 ] |
| 5   | DIY (Johnny Gargano & Tommaso Ciampa) (2) vs. The Revival (Dash Wilder & Scott Dawson) (c) (1) | DIY (nc)                        | 2-out-of-3 falls match voor het NXT Tag Team Championship.                                            | [ 3 ] |
| 6   | Asuka (c) vs. Mickie James                                                                     | Asuka                           | Eén-op-één match voor het NXT Women's Championship. Asuka won door submission.                        | [ 3 ] |
| 7   | Samoa Joe vs. Shinsuke Nakamura (c)                                                            | Samoa Joe (nc)                  | Eén-op-één match voor het NXT Championship.                                                           | [ 3 ] |